# Section 37
Section 37 ist eine 1998 gegründete Post-Industrial-Band.

## Geschichte
Stuart J. Harris gründete Section 37 gemeinsam mit Jim Kirkwood um die von Harris verfasste Lyrik zu vertonen. Harris schrieb Kirkwood an. Beide tauschten sich über gemeinsame Vorstellungen aus und verfassten das satirische Pamphlet Critical Mass welches bezugnehmend auf das Book of Common Prayer Nuklearenergie als neue Religion darstellte. Im Anschluss an die Ausarbeitung des Pamphlets arrangierte das Duo das Debütalbum Critical Mass Vol. 1: The Order of Confirmation, dessen Liedtexte als Gebete der neu entworfenen Religion verfasst wurden. Die Texte wurden im Stil eines zeremoniellen Sprechgesangs vorgetragen und mit Bodrum- und Störgeräuschen unterlegt. Das Konzeptalbum erschien 1999 über Kirkwoods Label Dark Age Music.
Critical Mass Vol. 2: A Prayer for a Sick Child schloss 2001 an dem gesetzten Konzept an. Das Album wurde von Kirkwood und Harris gemeinsam mit Cevin Moore in dessen Slug and Whippet Studio aufgenommen. Derweil Moore nachhaltig Einfluss auf das Album nahm, ging der Anteil von Kirkwood zurück. Die Musik wurde hierüber weniger atonal. Dieser Entwicklung folgte das dritte Album The Kudos of Serial Killing, an welchem Kirkwood nicht mehr mitwirkte und welches sich stärker an Vertretern des nordamerikanischen Post-Industrial und Dark Wave orientierte. Das erneute Konzeptalbum griff das Thema Serienmord auf und wurde im Gegensatz zu den Vorgängern vollständig Songorientiert arrangiert und geschrieben. Jedes Stück repräsentierte dabei einen realen oder fiktiven Serienmörder, dem von Harris und Moore ein eigener Musikstil zugeordnet wurde. Das Album erschien 2003 über das bandeigene Label Cevered Spine und 2011 über Aesthetic Death Records. Nach der Veröffentlichung von The Kudos of Serial Killing verließ Moore Section 37.
Bis zum Jahr 2011 widmete sich Harris verstärkt seiner schreibenden Tätigkeit und pausierte die Aktivität von Section 37. Nachdem ihm 2011 John Frost vorgestellt wurde, beschlossen beide unter dem von Harris etablierten Bandnamen gemeinsam Musik zu gestalten. Das erste gemeinsame Album Legion wurde 2013 über Aesthetic Death Records veröffentlicht. Legion setzte das Serienmord-Konzept von The Kudos of Serial Killing fort. Das Album wurde als vielschichtig beurteilt und durchschnittlich bis positiv besprochen. Drei Jahre später folgte erneut über Aesthetic Death Records das fünfte Studioalbum Ausländer. Dabei behielt Section 37 einen eklektischen Electronica- und Post-Industrial-Stil bei. Es wurde eher positiv bewertet.

## Stil
Der Stil der Gruppe wird zumeist dem Post-Industrial zugerechnet. Dabei werden häufig vergleiche zu den nordamerikanischen Vertretern des Industrial Dance wie Front Line Assembly und Skinny Puppy bemüht. Als weitere Vergleichsgröße wird das frühere Electro-Industrial-Projekt Wumpscut benannt. Neben diesen Gruppen, deren Einfluss von der Band bestätigt wird, wird mit Lustmord, Fields of the Nephilim, Roger Waters, Nine Inch Nails, Tangerine Dream, Shriekback, NFD, Tom Waits, Tool und Depeche Mode auf weitere Einflussfaktoren aus unterschiedlichen Musikrichtungen verwiesen.
Während die beiden ersten Alben verstärkt Stileigenschaften des Death Industrial und Dark Ambient aufweisen, sind die späteren Alben von einem elektronischen Eklektizismus geprägt. Das Debütalbum variierte Klangcollagen aus Störgeräuschen und Bodrums, vor welchen rituell anmutender Sprechgesang präsentiert wurde. Mit The Kudos of Serial Killing änderte Section 37 die Musik hin zu jenem mit den Vertretern des Industrial Dance assoziiertem Stil. 
Auf der Website Chronicles of Chaos wird Section 37 als düstere und weniger tanzbare Version von VNV Nation betitelt. Dabei wird zugleich Front Line Assembly als Vergleich bemüht, so entspräche Section 37 dem anhaltend variierenden Crossover-Spiel von Front Line Assembly. Section 37 vermenge ebenso eine kalte elektronisch produzierte Atmosphäre mit diversen Film- und Dokumentar-Samples, Electronica mit Post-Industrial, Experimenten mit der zur Verfügung stehenden Studiotechnik mit Sprechgesang. Dabei präsentiere Section 37 durchgehend mittels Keyboards und Synthesizer arrangierte Electronica-Musik.

## Diskografie
- 1999: Critical Mass Vol. 1: The Order of Confirmation (Album, Dark Age Music)
- 2001: Critical Mass Vol. 2: A Prayer for a Sick Child (Album, Dark Age Music)
- 2003: The Kudos of Serial Killing (Album, Aesthetic Death Records)
- 2013: Legion (Album, Aesthetic Death Records)
- 2016: Ausländer (Album, Aesthetic Death Records)